# Pundenarum
Pundenarum is een bestuurslaag in het regentschap Demak van de provincie Midden-Java, Indonesië. Pundenarum telt 5469 inwoners (volkstelling 2010).